# Coco Hotahota
Coco Hotahota (1 januari 1941 – 8 maart 2020) was een Frans-Polynesische danser en choreograaf die in 1962 de Temaeva-groep oprichtte. Hij heeft een grote bijdrage geleverd aan de choreografie voor de dans Ori Tahiti.
Coco Hotahota werd begraven op de Cimetière de l'Uranie in Papeete. Zijn begrafenis was een in Polynesië ongekend eerbetoon, waarbij zijn lichaam werd tentoongesteld in het centrum van Place Toata in aanwezigheid van de autoriteiten en een menigte van enkele duizenden mensen die hem hulde wilden brengen.
In 2022 hebben de Frans-Polynesische posterijen een postzegel uitgegeven met zijn afbeelding.

## Videografie
- 1983. Marae. 62 minuten. Dansen gechoreografeerd door Coco Hotahota. Regie: Henri Hiro. Productie : Huis van jeugd en cultuur.
- 1984. Manao. 53 minuten. Show ontworpen en geregisseerd door Coco Hotahota. Met Clément Pito en Maurice Lenoir. TFTN/RFO-productie.
- 1986. Aroha mei. 49 minuten. Show ontworpen en geregisseerd door Coco Hotahota. Met Clément Pito, Louise Kimitete... Productie: ICA/OTAC (TFTN)
- 1991. Heilige Coco. 26 minuten. Regie: Hina Sylvain. RFO-productie.
- 2008. Hōro'a, het geschenk. 27 minuten. Geregisseerd door Jacques Navarro-Rovira. Productie Kulturprod.
- 2019. Coco Hotahota: jij maeva. 90 minuten. Regie: Jonathan Bougard. In vivo-product.

- Bibliothèque nationale de France: cb13947392z (data)
- International Standard Name Identifier: 0000 0000 0349 6575
- Library of Congress Control Number: n95040544
- Système universitaire de documentation: 163989206
- Virtual International Authority File: 44490410
- WorldCat: E39PCjwBKFWbPvFtGPGBTGWbV3